# Seznam obcí v Salcbursku
Toto je seznam obcí v rakouské spolkové zemi Salcbursko.

| - Abtenau - Adnet - Altenmarkt im Pongau - Anif - Annaberg-Lungötz - Anthering                                              | - Bad Gastein (Badgastein) - Bad Hofgastein - Bad Vigaun - Bergheim - Berndorf bei Salzburg - Bischofshofen - Bramberg am Wildkogel - Bruck an der Großglocknerstraße - Bürmoos | - Dienten am Hochkönig - Dorfbeuern - Dorfgastein |
| - Eben im Pongau - Ebenau - Elixhausen - Elsbethen - Eugendorf                                                              | - Faistenau - Filzmoos - Flachau - Forstau - Fusch an der Großglocknerstraße - Fuschl am See                                                                                    | - Goldegg - Golling an der Salzach - Göming - Göriach - Großarl - Großgmain - Grödig |
| - Hallein - Hallwang - Henndorf am Wallersee - Hintersee - Hof bei Salzburg - Hollersbach im Pinzgau - Hüttau - Hüttschlag  | - Kaprun - Kleinarl - Koppl - Köstendorf - Krimml - Krispl - Kuchl | - Lamprechtshausen - Lend - Leogang - Lessach - Lofer |
| - Maishofen - Maria Alm am Steinernen Meer - Mariapfarr - Mattsee - Mauterndorf - Mittersill - Muhr - Mühlbach am Hochkönig | - Neukirchen am Großvenediger - Neumarkt am Wallersee - Niedernsill - Nußdorf am Haunsberg                                                                                      | - Oberalm - Oberndorf bei Salzburg - Obertrum am See |
| - Pfarrwerfen - Piesendorf - Plainfeld - Puch bei Hallein                                                                   | - Radstadt - Ramingstein - Rauris - Rußbach am Paß Gschütt | - Saalbach-Hinterglemm - Saalfelden am Steinernen Meer - Salcburk - Sankt Andrä im Lungau - Sankt Georgen bei Salzburg - Sankt Gilgen - Sankt Koloman - Sankt Margarethen im Lungau - Sankt Martin am Tennengebirge - Sankt Martin bei Lofer - Sankt Michael im Lungau - Sankt Veit im Pongau - Scheffau am Tennengebirge - Schleedorf - Schwarzach im Pongau - Seeham - Seekirchen am Wallersee - St. Johann im Pongau - Straßwalchen - Strobl - Stuhlfelden |
| - Tamsweg - Taxenbach - Thalgau - Thomatal - Tweng                                                                          | - Unken - Unternberg - Untertauern - Uttendorf | - Viehhofen |
| - Wagrain - Wald im Pinzgau - Wals-Siezenheim - Weißbach bei Lofer - Weißpriach - Werfen - Werfenweng                       | - Zederhaus - Zell am See | |